# Iqbal (nome)
Iqbal (in alfabeto arabo: إقبال) è un nome proprio di persona arabo maschile.

## Varianti in altre lingue
- Turco: İkbal[1]

## Origine e diffusione
Riprende un vocabolo arabo إِقْبَال (ʾiqbāl, "fortuna", "prosperità"), e vuol dire quindi "fortunato", "felice"; è dunque analogo per significato ai nomi Fortunato, Sa'id, Eutichio, Bakhtiar e Fatmir.

## Persone

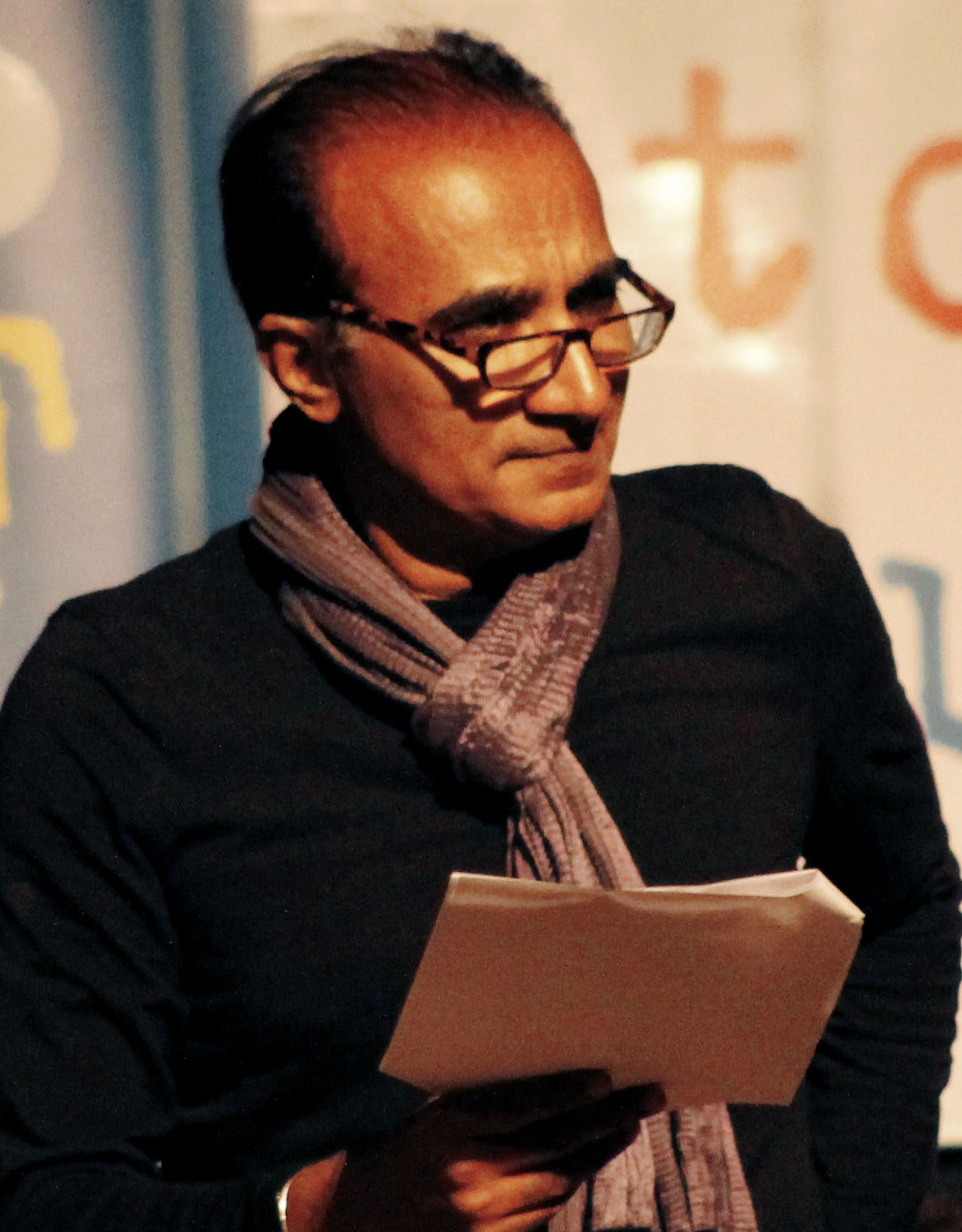
Iqbal Theba

- Iqbal Masih, bambino operaio e attivista pakistano
- Iqbal Theba, attore pakistano naturalizzato statunitense